# Sabrina Ionescu
Sabrina Ionescu, född den 6 december 1997, är en amerikansk professionell basketspelare som spelar för New York Liberty i Women's National Basketball Association.